# Yōji Yamamoto

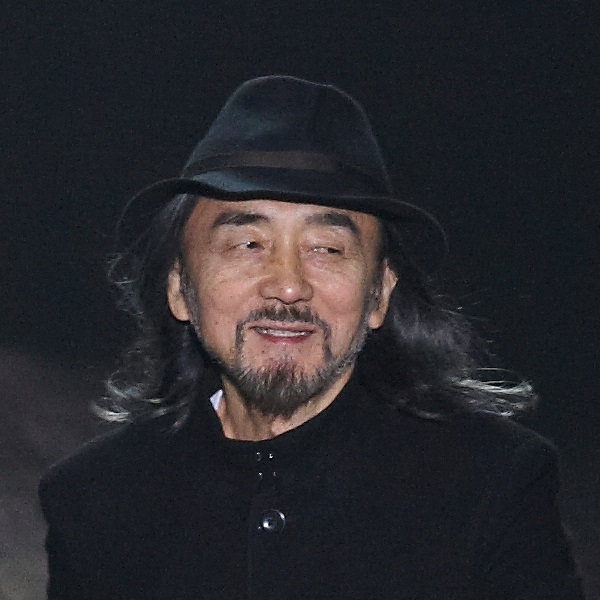
Yamamoto auf dem Laufsteg seiner Y-3 Modenschau bei der NYFW (2010)

Yōji Yamamoto (japanisch 山本 耀司, Yamamoto Yōji, laut eigener Transkription Yohji Yamamoto; * 3. Oktober 1943 in Yokohama, Japan) ist ein japanischer Modedesigner und Gründer des nach ihm benannten Bekleidungsunternehmens.

## Leben
Yamamoto wuchs bei seiner Mutter, einer Schneiderin und Soldatenwitwe, auf und studierte ihr zuliebe Jura an der Keiō-Universität. Im Anschluss absolvierte er den Studiengang Mode an der Bunka Fukusō Gakuin in Tokio.
Ab Mitte der 1970er Jahre bis Anfang der 1990er waren Yamamoto und die japanische Avantgarde-Designerin Rei Kawakubo ein Paar. Yamamoto war zuvor verheiratet und hat neben zwei Söhnen eine Tochter, Rimi (山本 里美, Yamamoto Rimi, Eigenschreibweise: Limi), die seit 1999 ihr eigenes Modelabel Limi Feu (bis 2002 Y's Bis genannt) betreibt, das allerdings zum väterlichen Konzern gehört. Yamamoto ließ sich 1975 scheiden.
Yamamoto ist einer der anerkanntesten japanischen Modekünstler. Für seine Kollektionen wurde er mehrfach international ausgezeichnet: u. a. in den USA mit dem International Award des Council of Fashion Designers of America CFDA (1999), in Frankreich mit dem Chevalier de l'Ordre des Arts et Lettres (1994), in Japan mit dem Mainichi Fashion Grand Prix (1986 und 1994) und in Hongkong mit dem DFA Lifetime Achievement Award (2017). Ein Zitat des Modedesigners ist: „Ich bin kein Modeschöpfer, sondern ein Schneider.“ So erklärt sich die Art seiner Kollektionen, bei denen er kaum Farben oder Accessoires verwendet. Des Weiteren kritisiert er die Vergänglichkeit des konventionellen Modebetriebs: "Ich hasse Mode. […] Die Mode hechelt den Trends hinterher. Ich will zeitlose Eleganz. Die Mode hat keine Zeit. Ich schon."
Mitte der 1980er Jahre ermunterte Yamamoto seinen italienischen Schüler Ennio Capasa, ein eigenes Modeunternehmen zu gründen, was dieser mit CoSTUME NATIONAL 1986 auch tat. 1989 porträtierte Wim Wenders in seiner Dokumentation Aufzeichnungen zu Kleidern und Städten das Leben und Wirken Yamamotos. Der französische Modebiograph Francois Baudot schrieb 1997 die Biographie des Designers: Yohji Yamamoto (Memoirs). Im November 2010 veröffentlichte der Ludion-Verlag die von Ai Mitsuda mit Yamamoto verfasste Biographie Yohji Yamamoto – My Dear Bomb.
Yamamoto ist Träger des Schwarzen Gürtels und seit 2000 Präsident der Karatenomichi World Federation Karate-Vereinigung.

## Unternehmen

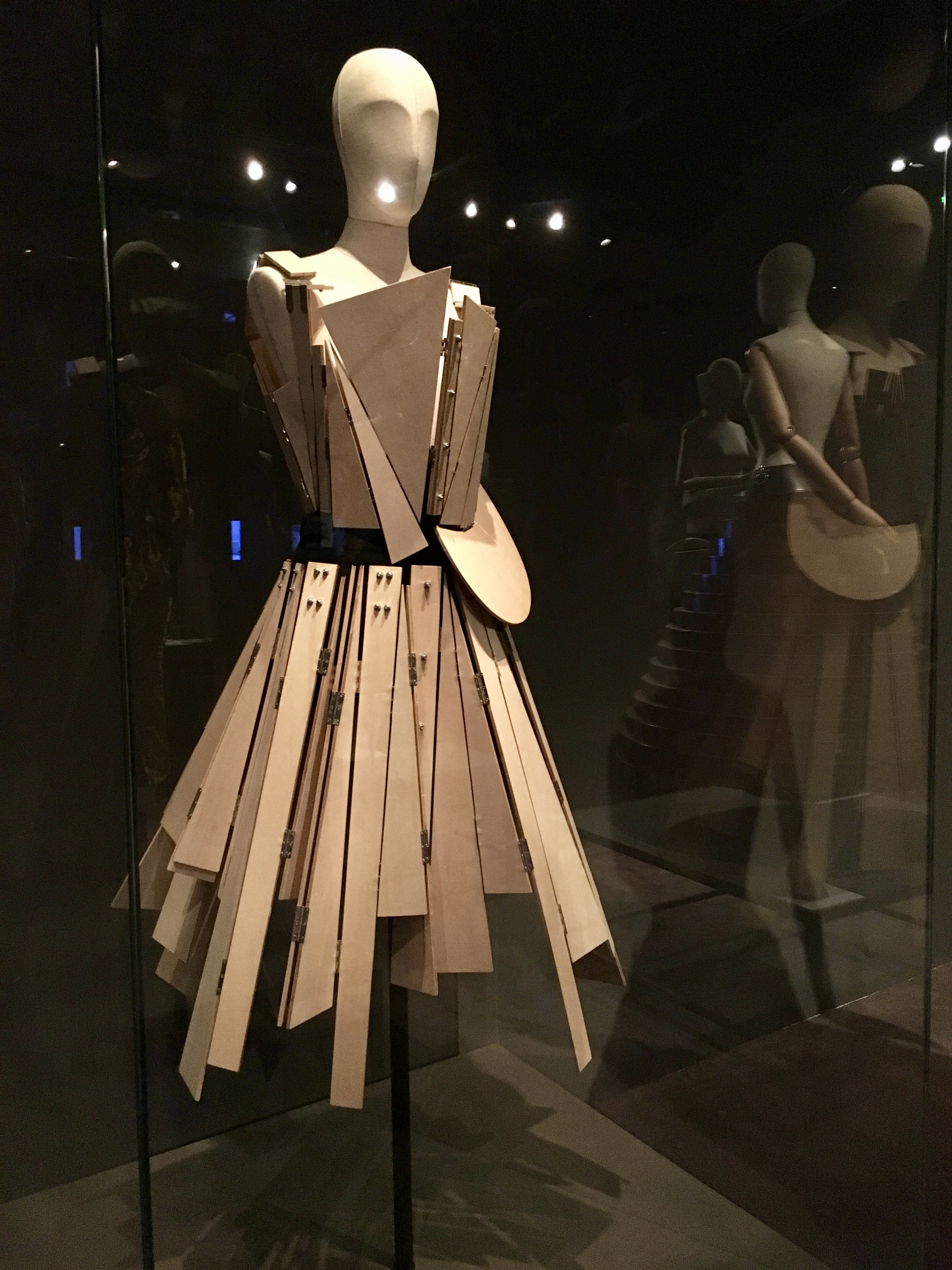
Yamamoto-Entwurf aus Holz, Wolle, Baumwolle und Metall (1991)

Yamamoto erhielt im Jahre 1968 vom Bunka Fukusō Gakuin das Endo-Stipendium, welches ihn zum Modestudium nach Paris führte. Nach Japan zurückgekehrt fertigte er zunächst Kleider im Geschäft seiner Mutter und gründete im Jahre 1972 sein eigenes Unternehmen Y's (株式会社ワイズ, Kabushiki kaisha Waizu). Seine Damenkollektion nannte er demzufolge ebenso Y's, welche nach der Lancierung der Hauptkollektion in den 1980ern offiziell als Zweitkollektion im Bereich 'elegante Sportswear' repositioniert wurde, obwohl Yamamoto selbst Y's als eigenständiges Label sieht. 1977 zeigte er die Y's Kollektion zum ersten Mal in Tokio und ergänzte sie 1979 um eine Herrenkollektion. Im Jahr 1981 rief er seine Hauptkollektion Yohji Yamamoto ins Leben, präsentierte sie auf den Pariser Laufstegen und kam 1982 mit ihr auch nach New York. Yamamoto schickte – im krassen Gegensatz zu damaligen Trends – weiß-geschminkte Models in asymmetrischen schwarzen Outfits auf die Laufstege, was seiner Mode, wie auch der von Rei Kawakubo, die Bezeichnung Hiroshima Chic einbrachte und die Presse von Kleidung wie nach einer "Atombombenexplosion" sprach. 1984 debütierte er erfolgreich mit seiner Hauptkollektion für Herren in Paris und gründete das Unternehmen Yohji Yamamoto. Die weichen Materialien und fließenden Schnitte seiner Herrenmode setzten sich von den starren und sperrigen Formen der übrigen Designer der 1980er Jahre ab. Yamamoto-Mode wurde zum intellektuellen Status-Symbol bei Kreativen und Modebewussten.
Anfang Oktober 2009 eröffnete Yamamotos Unternehmen nach schwachen Umsätzen und rückgängiger Nachfrage in Zeiten der Finanzkrise das Insolvenzverfahren in Tokio. Managementfehler und eine Verschuldung von 45 Mio. Euro wurden als Gründe für die Insolvenz genannt. Yamamoto selbst war Eigentümer und Kreativchef seines Hauses, hatte für das Geschäftliche allerdings Manager eingesetzt. Die Restrukturierung, und damit die Mehrheit der Anteile, des Unternehmens übernahm infolge die japanische Beteiligungsgesellschaft Integral K.K. Die beiden Yamamoto-Boutiquen in New York wurden Ende 2009 geschlossen. Das im Oktober 2007 eröffnete und 1000 m² große Geschäft in Antwerpen wurde im Februar 2010 geschlossen, die Flagshipstores in London, Paris (2×) und Aoyama (Tokio) blieben erhalten. Die Y's Kollektion für Herren wurde eingestellt bzw. in die Hauptlinie für Herren, Yohji Yamamoto Homme, integriert. Alle anderen Kollektionen wurden fortgeführt, und neue Marken kamen in der Folge zum Portfolio hinzu. Yamamotos Mode war immer im obersten Preissegment angesiedelt.
Für seine Herrenkollektion Yohji Yamamoto Homme kehrte Yamamoto mit der Modenschau Herbst/Winter 2010–11 unter dem Motto 'The Men' (dt. 'Die Männer'), nach fast 20 Jahren Paris, am 1. April 2010 nach Tokio zurück und präsentierte seine hauptsächlich in schwarz gehaltene Kollektion in der Yoyogi Arena mit prominenten Models vor ca. 3000 Zuschauern. Er leitete die Schau mit einer persönlichen Entschuldigung ein: „Verzeiht mir, Japan vergessen zu haben.“ Am Rande der Modenschau kündigte Yamamoto an, in China eigene Boutiquen eröffnen zu wollen. Die Modenschau für die Saison Frühjahr/Sommer 2011 wurde infolge wieder in Paris gezeigt.
Für Sommer 2018 wurde ein Onlineshop, für den auch eine App lanciert wurde, auf der Yamamoto-Webseite für die Marken Y's, GroundY und s'yte angekündigt.

## Yamamoto-Stil
Yamamoto kombiniert traditionelle Bekleidung, auch maskuline japanische Arbeiterbekleidung, mit zeitgenössischer Sportswear, um einen postmodernen Streetwear-Chic zu generieren. So präsentierte er in den 1990ern bspw. von Kimonos inspirierte Trenchcoats und Hemden. Zu seinen Inspirationen zählen unter anderem die Fotografien von August Sander aus den 1920er und 1930er Jahren. Seine Damenkollektionen gelten als schlicht und androgyn, werden gar als 'Herrenmode für Damen' betrachtet. Statt High-Heels tragen seine Models meist flache Schuhe und schlichtes Make-up. Seine Herrenmode weist oftmals Elemente von Militäruniformen auf. Yamamoto experimentiert oft mit neuen High-Tech-Stoffen, setzt aber genauso gerne und auf unkonventionelle Weise vollkommen unbehandelte Naturmaterialien ein. Farben oder gar bunte Muster kommen in seinen Kollektionen nur selten vor, typischerweise dominieren schwarze und weiße Stoffe. Die Trauerkleidung seiner Mutter habe ihn bereits zu Kinderzeiten auf die Nicht-Farbe schwarz geprägt. Sein Hauptaugenmerk legt er auf "Schnitte, Silhouetten, Bewegung und Formen". Mittels der durch seine Mode geschaffenen Form versucht er, mit dekonstruierten, asymmetrischen Schnitten, überdimensionalen oder auch unterproportionalen Volumina, sowie drapierten, gerafften, zusammengesetzten oder wallenden Stoffen, eine zeitlose, von Trends unabhängige – wenn auch mitunter sehr strenge und karge – Eleganz zu generieren.

## Kollektionen
Hauptlinien

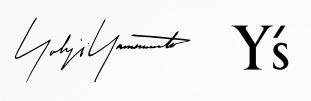
Logos der Hauptlinie (links) und Nebenlinie (rechts) von Yohji Yamamoto

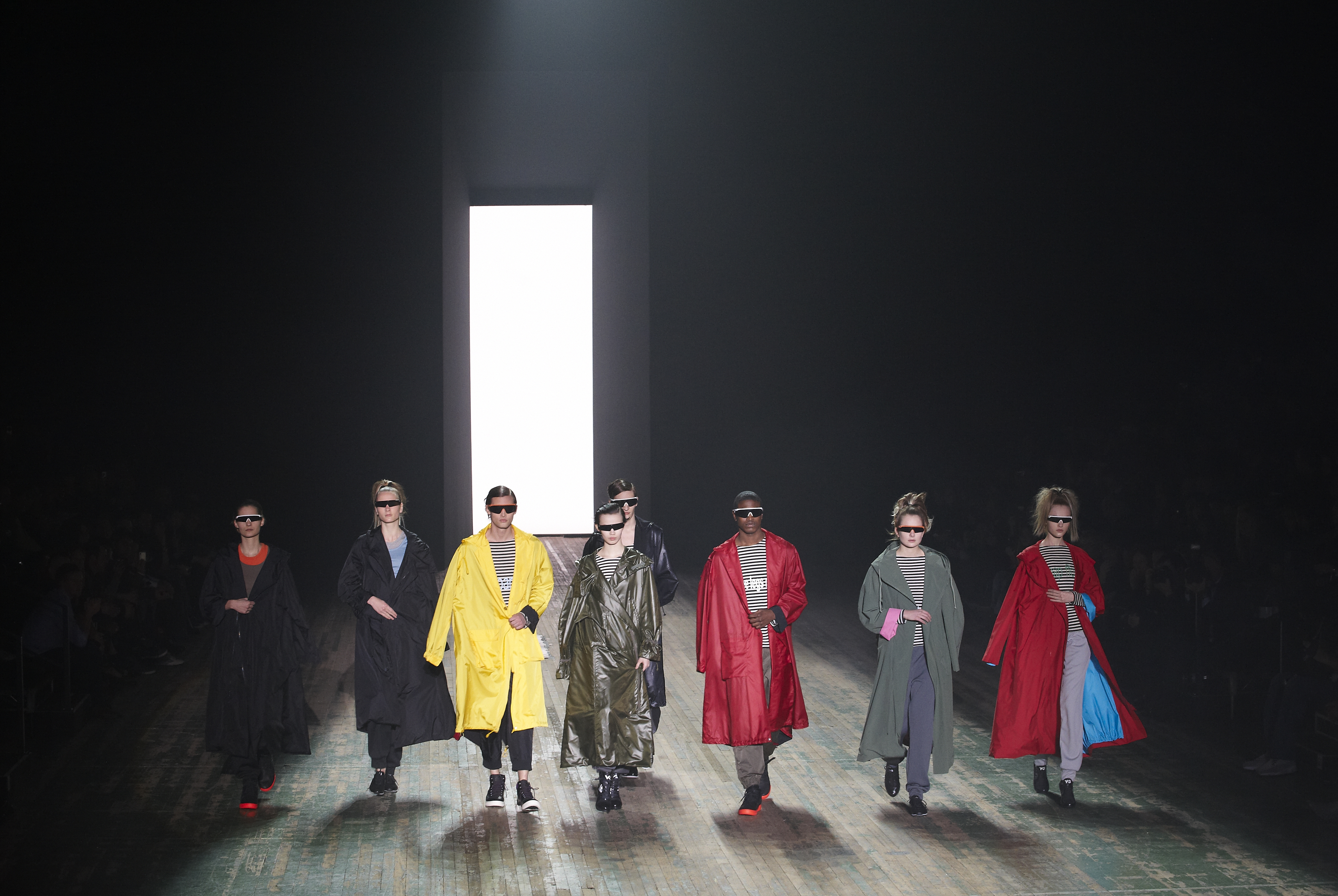
Modenschau der Y-3-Kollektion...

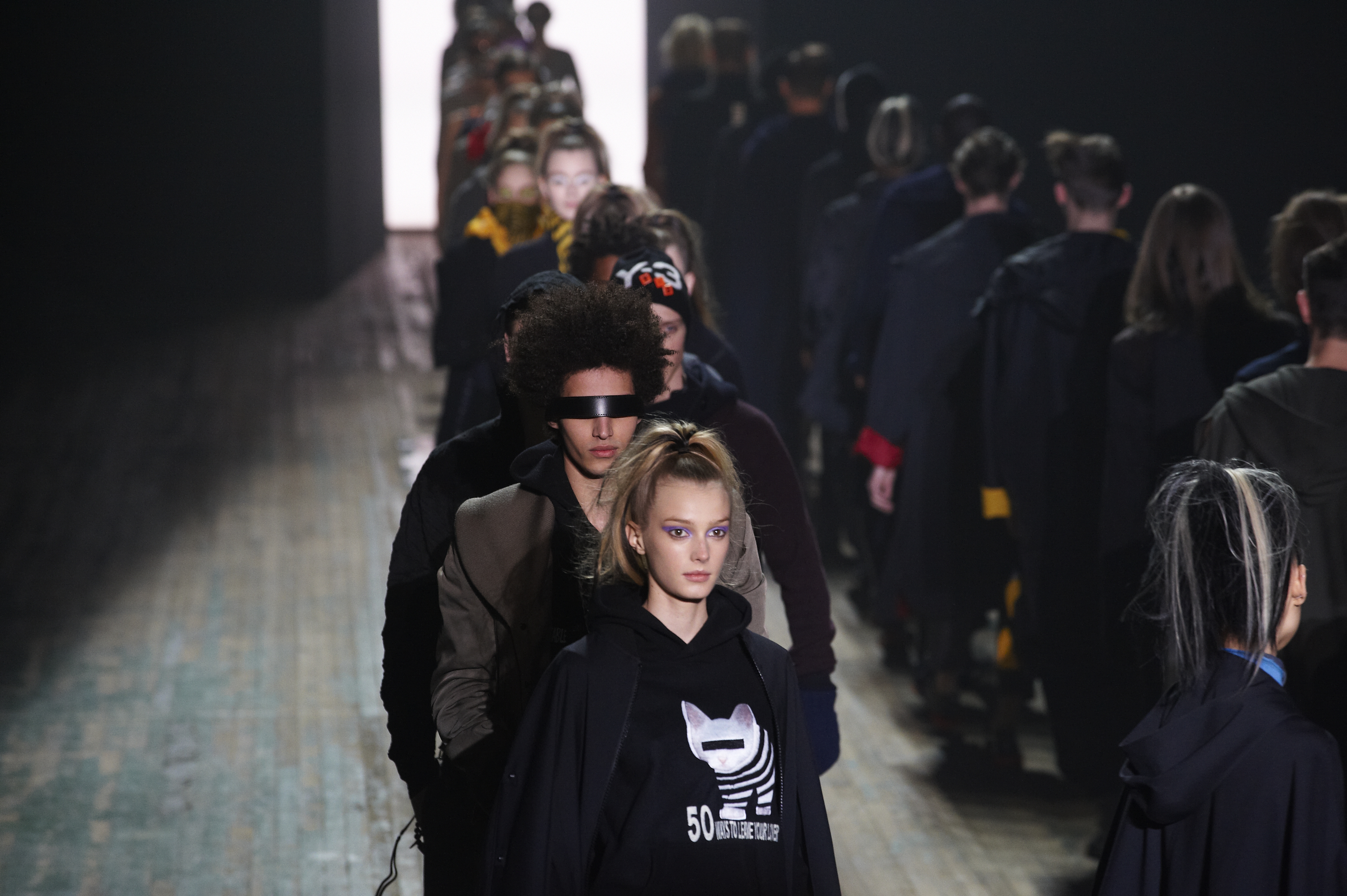
... in New York City (2010)

Logo der 2011 lancierten Yamamoto-Marke s'Yte

- Yohji Yamamoto Femme – Hauptkollektion für Damen im obersten Preissegment, bei den Modewochen in Paris präsentiert (1981 lanciert)
- Yohji Yamamoto Homme – Hauptkollektion für Herren im obersten Preissegment, bei den Modewochen in Paris präsentiert (1984 lanciert)
- Y's – Zweitlinie für Damen im oberen Preissegment (1972 als erste Kollektion Yamamotos lanciert) inklusive der Y's Exclusive Business-Linie
  - by Y's – Erweiterungen der Y's-Damenlinie in Zusammenarbeit mit Yamamoto-Designern wie Rismat (Strickmode), Michiko (Kleider von Michiko Suzuki), Kayo Nakamura (Sportschuhe und Taschen) oder Takeshi Kosaka (Y's Pink Label)
- Yohji Yamamoto +noir – Damenkollektion in der Grundfarbe schwarz im oberen Preissegment, seit 1995

Nebenlinien
- Regulation – von Uniform-Schnitten inspirierte, legere Damenmoden-Kollektion (2013 lanciert)
- B Yohji Yamamoto – (B für Black, Big, B-Seite) legere Freizeitmode für Damen in überdimensionalen Proportionen
- Ragne Kikas for Yohji Yamamoto (ursprünglich plyy by Ragne Kikas) – Strick- und Jersey-Kollektion für Damen von der estländischen Designerin Ragne Kikas (2015 lanciert)
- discord – Accessoire-Kollektion für Damen mit Foulards, Ledertaschen, Kleinlederwaren und Schuhen
- Gipsy (dt. Zigeuner; Akronym aus pig (dt. Schwein) und Y's) – von Skatern inspirierte Streetwear-Kollektion im Unisex-Look für Damen und Herren
- Gothic Yohji Yamamoto – Schmuck- und Accessoirekollektion im Gothic-Stil
- s'Yte (sprich wie englisch: 'site') – im September 2011 lancierte, preiswertere Sportswear-Linie im Online-Verkauf mit Oberbekleidung und Accessoires für den japanischen Markt. Das Markenlogo und einige T-Shirts wurden vom US-amerikanischen Grafikkünstler James Victore entworfen.
- GroundY – im gleichnamigen Ladengeschäft in Shibuya seit 2014 verkaufte Kollektion von T-Shirts, Sneakers, Accessoires und Tassen im niedrigen Preissegment.

Kollaborationen 
- Y-3 – seit 2003 von Adidas produzierte und bei den Modewochen in New York präsentierte, jugendliche Sportswear-Linie im Mittelpreissegment. Zusammenarbeit 2001 begonnen, erste Kollektion im Oktober 2002 vorgestellt[13]
- Yohji Jeans  – in Zusammenarbeit mit dem japanischen Jeans-Hersteller EDWIN 2012 lancierte Denim-Kollektion für eine junge Zielgruppe
- Y's for Living – als Lizenz vergebene Kollektion von Heimartikeln und Haushaltswaren außerhalb des Yamamoto-Konzerns

Tochterfirma im Konzern 
- Limi Feu (bis 2002 genannt Y's Bis) – Damenmodelabel von Yamamoto's Tochter Limi, 1999 gegründet und in Folge in Tokio gezeigt, ab 2007 in Paris präsentiert

ehemalige Kollektionen und Kollaborationen 
- Y's Red Label – von Yamamotos Protegée Michiko Suzuki designte, 2005 lancierte und ab 2007 in Tokio präsentierte avant-gardistische Damenkollektion als Unterkollektion von Y's (2009 eingestellt)
- Y's for men – Zweitlinie für Herren im oberen Preissegment (1979 lanciert, mit der F/S-Kollektion 2010 eingestellt bzw. in die Hauptkollektion integriert)
  - Y's for men Shirt – Unterlinie von Y's for men für den japanischen Markt (2009 eingestellt)
- Y's for Work – dem japanischen Markt vorbehaltene, von Arbeitskleidung inspirierte Kollektion (2005–2009)
- Yohji Yamamoto Costume D'Homme – ehemalige Unterlinie der Yamamoto-Herrenmode
- Coming Soon – von der italienischen SINV-Gruppe von 2008 bis 2012 für den europäischen Markt in Lizenz produzierte no-name Avantgarde-Sportswear-Kollektion (mit einem gestickten Kreis als Markenzeichen) im Mittelpreissegment[14]
- Dr. Martens for Yohji Yamamoto – Zusammenarbeit mit dem Schuhhersteller Doc Martens ab 2007 über eine Damenschuh-Kollektion für das Label Y's
- Y's Mandarina – Gepäckkollektion in Zusammenarbeit mit dem italienischen Unternehmen Mandarina Duck ab 2006
- Prototype* – Sonnenbrillenkollektion für Damen und Herren in Zusammenarbeit mit dem britischen Brillenhersteller Linda Farrow
- Stormy Weather – einmalige Kollaboration für Schmuck mit dem japanischen Perlenhersteller Mikimoto im Jahr 2007
- Design der Spieler-Outfits von Real Madrid für Champions-League-Spiele der Saison 2014/15 im Drachen-Design, produziert von Adidas

Parfümkollektion 
- Yohji (1996, Damen)
- Yohji Essential (1998, Damen)
- Yohji Homme (1999, Herren)
- Yohji Yamamoto pour femme (2004, Damen)
- Yohji Yamamoto pour homme (2004, Herren)
- Yohji Senses (2013, Damen)
- Yohji Yamamoto Her Love Story (2013, Damen)
- Yohji Yamamoto His Love Story (2013, Herren)